# Pokret vojvođanskih Hrvata
Udruga građana Pokret vojvođanskih Hrvata (kratica: PVH) je politička stranka vojvođanskih Hrvata.
Udruga ima sjedište na adresi Vijenac Radomira Putnika 26, Sombor.
Pokret je osnovan i registriran koncem 2015. godine, ali su osnivači u javnost izašli tek u siječnju 2016., pa vijesti daju informaciju da je osnovana u Somboru 25. siječnja 2016. godine. Razlog tomu su nedavno održani izbori za Savjet MZ u Monoštoru, na kojima je DSHV skupa s pojedincima iz mjesnog kulturnog društva samostalno izašao na izbore za članove Savjeta MZ u Monoštoru.
PVH je osnovan u Somboru. Osnovni cilj formiranja bio je pokretanje većine pripadnika hrvatske nacionalne zajednice u Vojvodini i Srbiji da uzmu aktivno sudjelovanje u političkom životu da bi skupa utjecali na svoj status u Srbiji. Na osnivačkoj skupštini najavljena je uska suradnja sa svim institucijama hrvatske manjinske zajednice u Srbiji“. Sjedište udruge u Somboru. Novoosnovani PVH već tad je imao predstavnike u Skupštini Vojvodine i dva vijećnika u skupštini grada Sombora. Najavili su da namjeravaju odmah izaći na predstojeće lokalne, pokrajinske i republičke izbore u Srbiji. 
Na izborima za Skupštinu Grada Sombora 24. travnja 2016., uz dvije stranke s hrvatskom odrednicom (DSHV nastupa u koaliciji s Demokratskom strankom i Demokratska zajednica Hrvata (DZH) na svim razinama u koaliciji s Mađarskim pokretom), PVH je nastupio u koaliciji na izbornoj listi "Za demokratski Sombor - Demokratska stranka (DSHV, LDP, Nova,SDS, VP)", s predsjednikom Matom Matarićem na 7. mjestu izborne liste, a na predstojećim pokrajinskim izborima u Vojvodini sudjelovao je PVH-ov Mata Matarić na izbornoj listi Boris Tadić, Čedomir Jovanović-Savez za Vojvodinu gdje je bio na 34. mjestu.
Predsjednik Mata Matarić, bivši predsjednik somborske podružnice Demokratskog saveza Hrvata u Vojvodini (DSHV) i zastupnik DSHV u Skupštini Vojvodine. Matarić obnaša i dužnost predsjednika HKUD-a „Vladimir Nazor“ u Somboru. U ožujku prošle godine isključen je iz DSHV-a zbog nepoštivanja odluka i politike stranke u Skupštini Vojvodine, ali je zadržao mandat u parlamentu i vrlo kritički govori o svojim bivšim stranačkim kolegama.
Matarić je izjavio da je osnovni formiranja Pokreta pokrenuti većinu pripadnika hrvatske nacionalne zajednice u Vojvodini i Srbiji na to da aktivno sudjeluju u političkom životu radi zajedničkog utjecaja na svoj status u Srbiji. Mišljenje osnivača je da bez integriranog odnosa s društvenom okolicom i sudjelovanja u tijelima vlasti, hrvatska zajednica ne može, a i nema pravo, očekivati od drugih političkih subjekata da joj to osiguraju, a da zajednica samo indolentno promatra i ‘mudro’ šuti.
Pokret već ima predstavnike u Skupštini Vojvodine i dva vijećnika u skupštini grada Sombora.

## Vanjske poveznice
- HAZUD Izvor: gradjanska-akcija-official.com/HNLS Osnovan „Pokret vojvođanskih Hrvata“ Datum objave: 31. siječnja 2016.